# Agathomyia sexmaculata
Agathomyia sexmaculata är en tvåvingeart som först beskrevs av Roser 1840.  Agathomyia sexmaculata ingår i släktet Agathomyia och familjen svampflugor. Arten har ej påträffats i Sverige. Inga underarter finns listade i Catalogue of Life.